# Fehérfarkú fényfácán

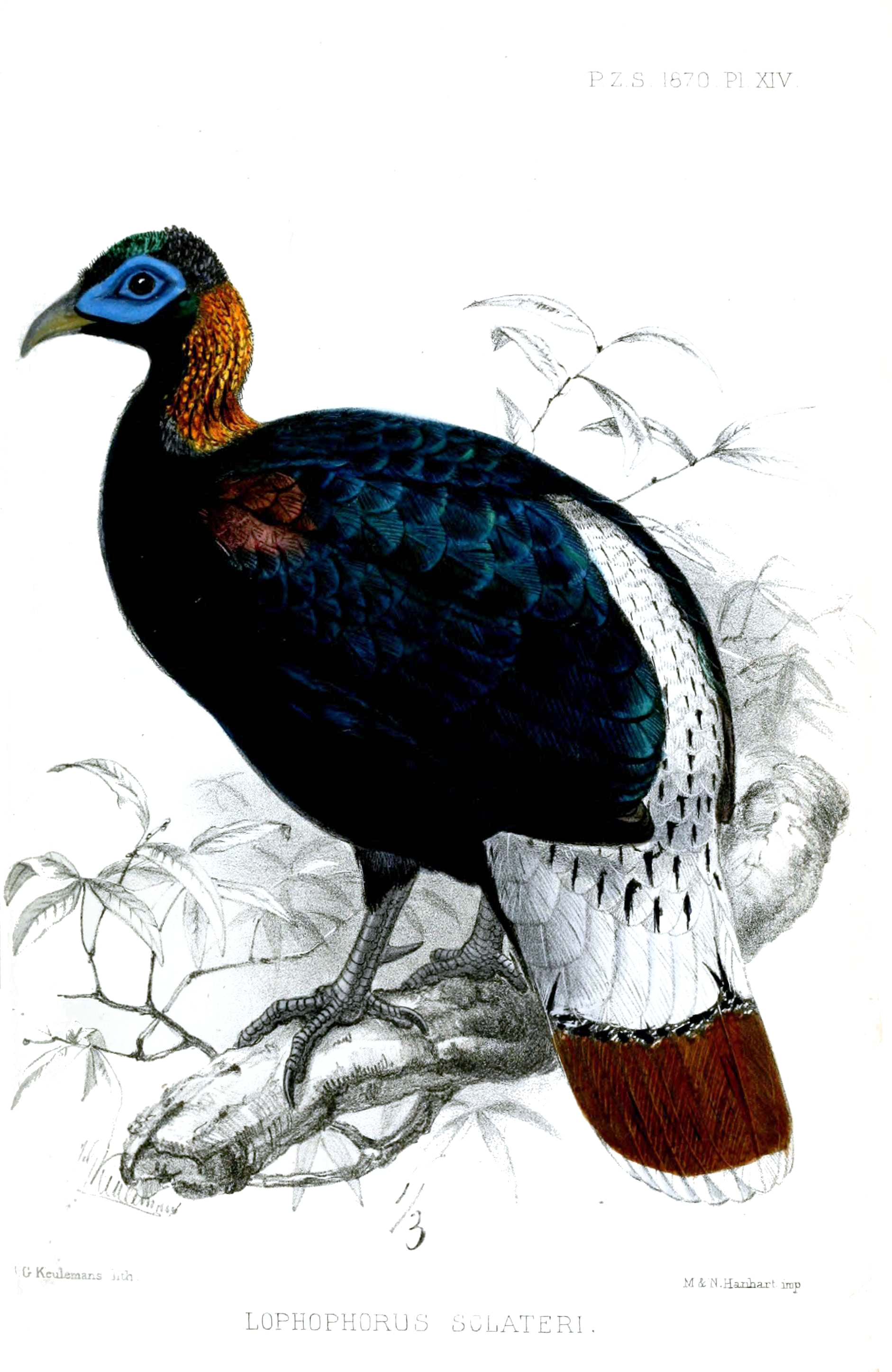

A fehérfarkú fényfácán (Lophophorus sclateri) a madarak osztályának tyúkalakúak (Galliformes) rendjébe és a fácánfélék (Phasianidae) családjába tartozó faj.

## Elnevezése
Tudományos nevét Philip Lutley Sclater angol ornitológusról kapta.

## Előfordulása
A fehérfarkú fényfácán India Arunácsal Prades államától (ahol csak 2004-ben fedezték fel egy új alfaját) keletre Mianmar északi részén át Tibet délkeleti területéig és Kína Jünnan tartományáig honos.

## Alfajai
- Lophophorus sclateri arunachelensis Kumar & Singh, 2004
- Lophophorus sclateri orientalis G. W. H. Davison, 1974
- Lophophorus sclateri sclateri Jerdon, 1870

## Megjelenése
A hím testhossza 68 centiméter, testtömege 3000 gramm, a tojó 63 centiméter és 2300 gramm. A kakas alsó része fémfényűen csillogó bíborvörös, nyaka ibolyásfényű fekete. Feje rövid fémfényűen csillogó kékeszöld tollakkal borított és feje tetején felálló bóbitája van. Háta, alsó szárnytollai és a farka fehér.
A tojó sokkal egyszerűbb színű. Fehér torkát kivéve testét csíkozott barna tollak fedik. Hasa fakó barna és rajta egy fakó sárgásbarna sáv húzódik keresztül. Fehér farkán hat vagy hét barna csík fut keresztül.

## Életmódja
A faj hegyvidéki erdőségekben, így bambusz aljnövényzetű hegyi köderdőkben, alpesi jellegű rododendron aljnövényzetű erdőkben, fenyvesekben él, de előfordulhat nyílt hegyvidéki réteken is. Nyáron magasan a hegyek között él 3000-4200 méteres tengerszint feletti magasságokban, télen azonban a védettebb völgyekbe húzódik és 2000 méteres magasságban is megtalálható.
Nyáron, a költési időszakban párokra elkülönülve él, télen azonban nagyon társaságkedvelő faj.

## Szaporodása
Mivel élőhelye eléggé megközelíthetetlen helyeken van, szaporodási szokásai nem igazán ismertek. Valószínűleg április és június között költ.

## Természetvédelmi helyzete
A fajra a legfőbb veszélyt a hegyi erdők kivágása és a vadászat jelenti. Elsősorban húsa miatt vadásznak rá, de Indiában fehér farktollait is kedvelik, melyekből legyezőket készítenek. A kiterjedt erdőirtások miatt állománya Kínában nagyon lecsökkent. A faj összállományát 2500 és 10 000 egyed közöttire becsülik. Szerepel a vadon élő állatok kereskedelmét szabályozó Washingtoni Egyezmény első függelékében, így elvileg mindenféle kereskedelem tilos a fajjal.

## Külső hivatkozás
- Képek az interneten a fajról
- Internet Bird Collection - videók a fajról